# 青島宙慶工業設計

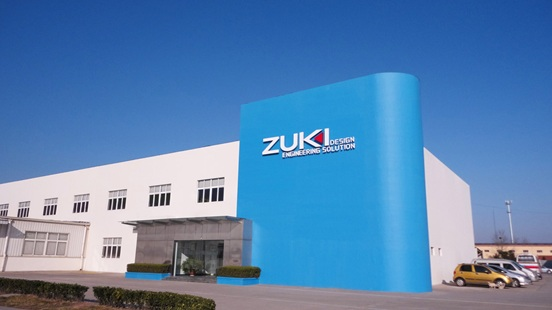
青島宙慶工業設計 本社工場

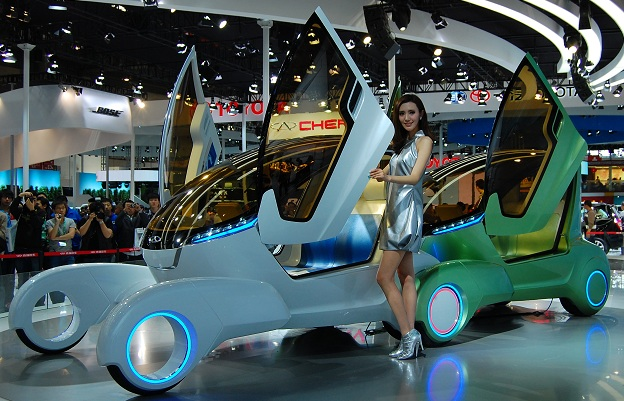
ZUKIデザイン製作担当展示車両

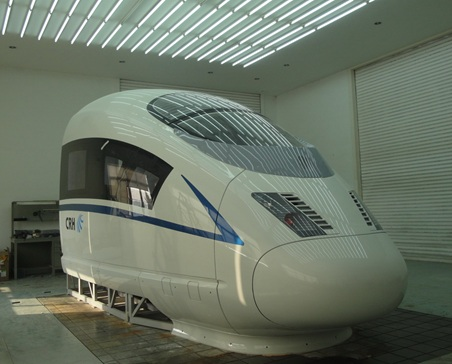
中国高速鉄道1/1モデル製作

青島宙慶工業設計（ちんたおちゅうけい、ZUKIデザイン、ZUKI-DESIGN、英語表記：Qingdao Zuki Industrial Design Co., Ltd）は、中華人民共和国の山東省青島市城陽区にある自動車設計開発会社である。正式名称は青島宙慶工業設計有限公司。

## 概要
青島統力星集団の出資によって2000年に設立。会長兼社長は官俊博 (クァン・チュンポー)　
デザイン会社ではめずらしく中国でも数少ない新日本工機(SNK)製フルサイズ5軸加工機を持っている。中国における自動車開発において、企画、デザイン、設計、試作といったものづくりを得意としている。

## 歴史
2000年4月18日設立。当初はSUZUKIなどバイクデザインを手掛けていた。ZUKIデザインの名前の由来はここからきている。2002年10月第1回青島国際デザイン祭で、優秀デザイン賞を受賞。2003年8月日本のトランスコスモス株式会社と資本提携を締結。2006年4月 青島科技大学芸術学院工業設計部と自動車・航空機設計支援技術者育成プログラムを合意。 現在は東京R&Dとの合弁会社ZTが存在する。